# Adolphus Greely
Adolphus Washington Greely (Newburyport, Massachusetts, 27 de marzo de 1844-Washington D. C., 20 de octubre de 1935) fue un oficial naval y explorador del Ártico estadounidense, que obtuvo la Medalla de Honor del Ejército de los Estados Unidos a los 91 años, poco antes de morir.

## Biografía
Greeley entró en el Ejército de los Estados Unidos a la edad de diecisiete años, después de haber sido rechazado dos veces antes, y logró el rango de Major en funciones (Brevet Major) al final de la guerra civil americana, tras cuatro años de servicio. Greely se unió al ejército en 1866, con una graduación menor, como subteniente de Infantería. En 1873, Greely fue ascendido a Teniente Primero. 

### La expedición a Bahía Lady Franklin (1881-84)

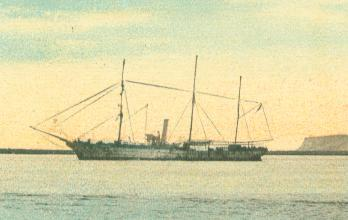
El USRC Bear, el barco que rescató a Greely de su expedición a la Bahía de Lady Franklin.

En 1881, al Primer Teniente Greely se le dio el mando de una expedición norteamericana al ártico, la expedición Bahía de Lady Franklin, que partió el 7 de julio de St. John's   Newfoundland, a bordo del buque Proteus, con la intención de pasar dos años en el ártico. Promovida por Henry W. Howgate, su propósito era establecer una de las estaciones de observación de la cadena de meteorología como parte del Primer Año Polar Internacional. La expedición también tenía la misión del gobierno de los EE. UU. de recoger datos polares astronómicos y magnéticos, que serían tomados por el astrónomo Edward Israel, miembro de la tripulación de Greely. 
Greely partió al Ártico sin ninguna experiencia previa, pero él y su expedición fueron capaces de descubrir muchos tramos de costa desconocidas a lo largo de la costa noroeste de Groenlandia. Después de cruzar el estrecho de Nares, establecieron su campamento en Fort Conger, a la entrada del canal Robeson, donde arribaron el 26 de agosto. La expedición organizó la toma de datos de mareas, clima y magnetismo. Sus miembros hicieron muchas partidas de reconocimiento, por la tierra de Grinell (aún no se sabía si esas tierras formaban parte isla de Ellesmere) y cruzando las aguas heladas de nuevo hacia Groenlandia y el teniente James B. Lockwood y David L. Brainard establecieron el 13 de mayo de 1882 un nuevo récord «más al norte» (83°24′ N), más allá de cabo Bryant y cabo Washington, en las costas groenlandesas, arrebatando una marca que los ingleses habían tenido siempre en su poder durante los últimos 300 años. Alguna de las travesías superó las 2.500 millas.
En 1882, en una exploración con trineos de perros al norte de la isla de Ellesmere, Greely avistó la cordillera Conger y también avistó las montañas Innuitianas desde el lago Hazen. En esa expedición encontró restos fósiles de bosques.
El buque que debía aprovisionar a la expedición en Fort Conger en agosto de 1882 no logró llegar a causa del hielo. Se había hundido en julio debido a la inexperiencia de su teniente, un hombre tenaz del ejército que se negó a seguir las indicaciones de los civiles de su tripulación versados en el ártico. Por suerte, unos días antes del hundimiento, había depositado víveres en un punto prominente para unos diez días, una práctica habitual en el ártico, unos víveres que fueron encontrados por Greely, una partida de limones envueltos en hojas de periódicos atrasados, del Louisville Courier Journal. Sin embargo, mientras el barco se hundió no pensó que podría haber llevado los suministros a tierra y que quizás Greely  u otros exploradores que lo necesitasen, los encontraría. Esa fue la primera entre las muchas decepciones de la expedición de Greely. Los supervivientes de esa expedición llegarona a St. John's a mediados de septiembre y enviaron un mensaje a Washington D. C.. Los informes no fueron muy claros y el president Arthur y el Secretario de la Guerra Lincoln, no hicieron nada.
Greely disponía todavía de suficientes víveres y sus hombres habían levantado un buen campamento, aunque no estaban muy conformes con pasar otro invierno más allí. Decidió trasladar su campamento más al sur, a cabo Sabine, en la boca del Smith Sound, casi 400 km al sur. Perdieron varios botes, suministros de alimentos y equipo personal. Un mes entero en un témpano no les llevó a ninguna parte. Finalmente, llegaron a tierra con todos lo registros de su equipo científico que habían acumulado en dos años y que diligentemente insistió Greely en salvar. Se movieron hasta donde debían estar los vivieres, pero solo encontraron los limones con los periódicos atrasados del año anterior. No se sabe cómo lograron sobrevivir ese invierno, ya que en punta Sabine no hay caza mayor y muy pocos animales pequeños, como alguna liebre del ártico. En primavera pudieron pescar algo, gambas, abundantes pero pequeñísimas. 
Gracias a la persistencia de la esposa de Greely, Henrietta, que escribió cartas al presidente, a editores de periódicos y congresistas y personas influyentes, la búsqueda nunca fue abandonada. Dos barcos, el Bear —un ballenero construido en Greenock, Escocia y comprado y reforzado por los EE. UU. para ese rescate— y el Tetis, lograron arribar el 22 de junio de 1884 para rescatar a la expedición, que por entonces había trasladado su campamento a Cabo Sabine, algo más al norte. 19 de los 25 miembros de la expedición habían perecido de inanición, ahogamiento e hipotermia (y uno de ellos, por una ejecución ordenada por Greely). Los supervivientes estaban casi muertos y uno de ellos pereció en el viaje de regreso. Fueron recibidos como héroes, aunque hubo acusaciones de canibalismo en algunos periódicos sensacionalistas. Fueron totalmente desmentidas y en 1894, Greely publicó Three years of Arctic service: an account of the Lady Franklin Expedition of 1881-84 and the attainment of the farthest north, en que ayudándose de sus recuerdos y del diario de a bordo, hace un relato del viaje.

### Años finales
En junio de 1886, Greely fue ascendido a capitán después de cumplir veinte años como teniente y, en marzo de 1887, el presidente Grover Cleveland lo designó como Oficial Jefe de Señales del Ejército de los EE. UU., con el rango de General de Brigada. 
Durante el mandato del general Greely como Jefe Oficial de Señales, se construyeron las siguientes líneas telegráficas militares, operadas y mantenidas durante la guerra hispano-estadounidense: Puerto Rico, 800 millas; Cuba, 3000 millas; Filipinas, 10200 millas. Para conectar Alaska, Greely había construido, en condiciones muy adversas, un sistema de telégrafo de casi 4000 millas, consistente en cables submarinos, terrestres y telegrafía sin hilos, este último de 107 millas, que en el momento de su instalación, fue el sistema comercial más largo de ese tipo en servicio del mundo. 
En 1906, Greely se encontró que actúa como comandante militar sobre la situación de emergencia creada por la terremoto de San Francisco. En 1908, Greely se retiró del Ejército como el General de División, después de haber sido ascendido al rango que en 1906.

## Vida personal
Greely se casó en 1878 con Henrietta Nesmith. Su hija Rose Greely fue una reconocida arquitecta paisajista. En 1905, Greely aceptó el honor de servir como primer presidente del Club de Exploradores (The Explorers Club). En 1915, Greely invitó al geógrafo polar italiano Arnaldo Faustini a una gira de conferencias por los Estados Unidos. 
Greely asistió a la Primera Iglesia Presbiteriana, Newburyport. 

### Mención de la Medalla al Honor
Se le concedió la Medalla de Honor en 1935, a los 95 años de edad, poco antes de su muerte. Rango y organización: General de División del Ejército de los EE. UU., retirado. Lugar y fecha: ----. Entró en servicio: Luisiana. Nacido: 27 de marzo de 1844, Newburyport, Mass GO N.º: 3, WD, 1935. Ley del Congreso, 21 de marzo de 1935. 

Por la vida de su espléndido servicio público, que comenzó el 27 de marzo de 1844, después de haber alistado como privado en el Ejército de los EE.UU. el 26 de julio de 1861, y por las sucesivas promociones se encargó como principal general 10 de febrero de 1906, y se retiró de la aplicación de la ley en su 64o cumpleaños.
Mención de la Medalla al Honor.

La medalla de Greely fue otorgada en clara violación de la revisión de 1916 del requerimiento de en acción de combate y en riesgo de la vida «por encima y más allá de la llamada del deber» («above and beyond the call of duty») Sin embargo, su medalla fue la cuarta otorgada contraria a esa exigencia, ya que la de Charles Lindbergh (un reservista del ejército fuera del servicio activo) la recibió en premio por su vuelo transatlántico en solitario ocho años antes, en 1927 (y luego el almirante Richard Evelyn Byrd (piloto sobre el Polo Norte) y Floyd Bennett). Hasta después de la II Guerra Mundial, la Medalla de Honor podía ser adjudicada para acciones fuera de combate, reflejando diferentes criterios dentro de las fuerzas armadas de los Estados Unidos. 

## Obras
- 1886 - Three Years of Arctic Service [Tres Años de Servicio Ártico].
- 1925 - Handbook of Alaska [Manual de Alaska] (rev. ed. 1925) .
- 1928 - The Polar Regions in the Twentieth Century [Las regiones polares en el siglo XX].